# Admont
Admont is een gemeente (marktgemeinde) in de Oostenrijkse deelstaat Stiermarken. De gemeente maakt deel uit van het district Liezen en telt 4.957 inwoners (1-1-2022). Admont zelf ligt op de rechteroever van de Enns, bij de westelijke ingang van de Gesäuse, de kloof waarnaar ook het omliggende gebergte en het nationale park Gesäuse genoemd zijn. Het voornaamste monument van Admont is het stift Admont, het oudste klooster van Stiermarken. 
In 2015 werd de gemeente Admont uitgebreid met Hall bei Admont, Johnsbach en Weng im Gesäuse. Sindsdien is het naar oppervlakte de vierde gemeente van Oostenrijk. 

## Stedenband
- Tienen (België), sinds 1981

Admont ·
Aigen im Ennstal ·
Altaussee ·
Altenmarkt bei Sankt Gallen ·
Ardning ·
Bad Aussee ·
Bad Mitterndorf ·
Gaishorn am See ·
Grundlsee ·
Irdning-Donnersbachtal ·
Landl ·
Lassing ·
Liezen ·
Rottenmann ·
Sankt Gallen ·
Selzthal ·
Stainach-Pürgg ·
Trieben ·
Wildalpen ·
Wörschach
Politische Expositur Gröbming:
Aich ·
Gröbming ·
Haus ·
Michaelerberg-Pruggern ·
Mitterberg-Sankt Martin ·
Öblarn ·
Ramsau am Dachstein ·
Schladming ·
Sölk
- Bibliothèque nationale de France: cb15545018t (data)
- Gemeinsame Normdatei: 4000516-1
- Library of Congress Control Number: n84058995
- MusicBrainz: c0d71426-ae1e-455f-af70-2b287850e37a
- Nationale Bibliotheek van Tsjechië: ge128635
- Nationale Bibliotheek van Israël: 987007559807705171
- Système universitaire de documentation: 139718583
- Virtual International Authority File: 314808266
- WorldCat: E39PBJbxDRHTXRRbMQbHfjC4v3